# Xysticus ovadan
Xysticus ovadan är en spindelart som beskrevs av Yuri M. Marusik och Dmitri Viktorovich Logunov 1995. Xysticus ovadan ingår i släktet Xysticus och familjen krabbspindlar.
Artens utbredningsområde är Turkmenistan. Inga underarter finns listade i Catalogue of Life.